# Rombertus Uylenburgh
Rombertus Uylenburgh of Rombout Uylenborgh (Bergum, 1554(?) - Leeuwarden, 4 juni 1624) is vooral bekend als de vader van Saske (Saskia) Uylenburgh, de vrouw van Rembrandt. Rombertus was getrouwd met Siuckien Ulckedr Aessinga (ook genoemd Sjoukje Osinga) en had waarschijnlijk drie zonen en vier dochters: Jeltje, Romke, Ulke, Antje, Tietje, Edzert, Hiskje en Saskia. Rombertus behoorde tot de oprichters van de Universiteit van Franeker in 1585. Zijn broer Gerrit, die als doopsgezinde naar Polen was uitgeweken en in Krakow koninklijke meubelmaker werd, was de vader van de kunsthandelaar Hendrick Uylenburgh en de schilder Rombout Uylenburgh. 
Rombertus studeerde rechten in Leuven of in Heidelberg en promoveerde in het jaar 1578. In ditzelfde jaar werd hij advocaat in Leeuwarden. Zijn carrière was een constante stijgende lijn waarin hij pensionaris en burgemeester van Leeuwarden was. Verder werd hij in 1584 als afgevaardigde naar de staten van Friesland gekozen en een van de Friese afgezanten in Den Haag. Omdat er per gewest werd gestemd, maakte het aantal afgevaardigden niet veel uit. Rombertus Uylenburgh was op de dag van de moord op prins Willem van Oranje - 10 juli 1584 - aanwezig in Delft vanwege besprekingen met de prins over moeilijkheden in de Friese Staten. Rombertus, tamelijk verlegen, werd uitgenodigd voor het middagmaal, omdat er geen andere gasten waren. Na afloop stommelde Willem van Oranje de trap op en werd met een radslotpistool vermoord door Balthasar Gerards. Cornelis van Aerssen - volgens Uylenburgh niet aanwezig - noteerde de laatste woorden van de prins. 
Tot 1591 was Uylenburgh landsadvocaat, maar werd gedwongen - vanwege vermenging van functies - die post op te geven. In zijn verdere rechtscarrière bracht hij het tot raadsheer aan het Hof van Friesland. In 1595 kocht hij een huis op de Ossekop, waar Saskia werd geboren. Tegenwoordig is het pand in gebruik bij de advocaten Wim en Hans Anker. Uylenburgh bezat twee boerderijen, een in Rijperkerk, de andere in Gaasterland. Twee zonen werden advocaat, een schoonzoon was de Poolse professor in de theologie Johannes Maccovius, de ander Gerrit van Loo, secretaris van grietenij het Bildt. 

## Bron
- Graaff, A. & M. Roscam Abbing (2006) Rembrandt voor Dummies. Addison Wesley.
- Mak, G. (1996) Ooggetuigen van de vaderlandse geschiedenis. Meer dan honderd reportages uit Nederland, p. 70.